# 安徽省休宁中学

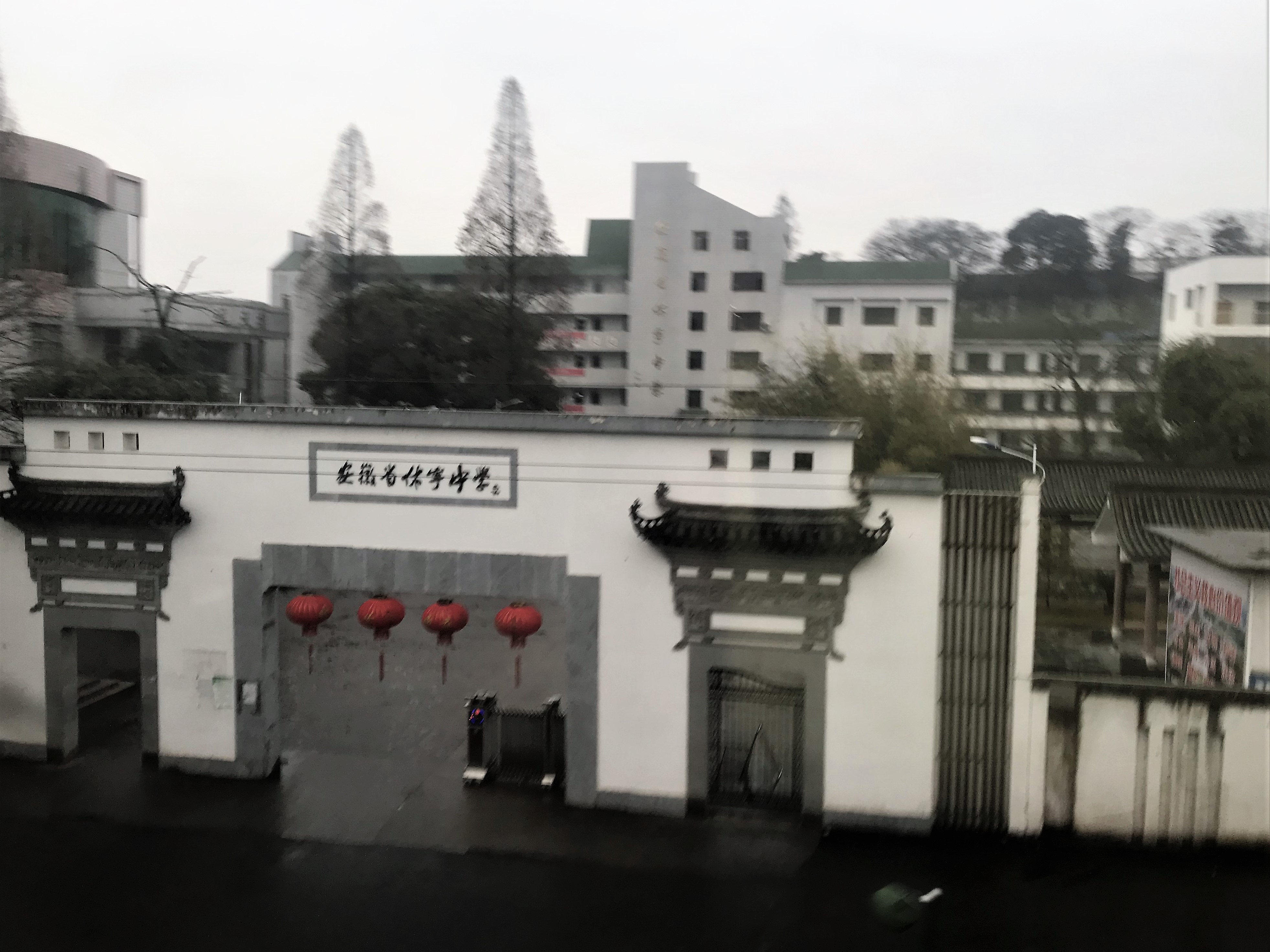
学校大门

安徽省休宁中学是胡晋接于1912年响应国父孙中山先生普及义务教育的纲领而创办的学校。学校位于休宁县万安镇，临近黄山，是安徽省唯一一所地处城郊结合部的省重点中学。

## 学校概况

### 校名历史
学校初创时名为省立第五师范学校，后曾多次易名，省立第二师范学校、省立二中、省立徽州中学、省立休宁中学和皖南区休宁中学。1952年，由教育部定名为安徽省休宁中学，并沿用至今。

### 校园
休宁中学占地面积约12万平方米，其中将近一半为校园面积，其余部分均为山场和水田。现有教学楼两栋、学生宿舍四栋和逸夫科技楼一座。

## 历任校长
| - 胡晋接 1912—1928.02 - 谢家禧 1928.03—1928.08 - 许本震 1928.08—1930.02 - 曹元宇 1930.02—1930.08 - 汪启疆 1930.08—1932.08 - 汪采白 1932.08—1933.08 - 桂丹华 1933.08—1935.02 - 李辛白 1935.02—1937.08 - 李庆嵩 1937.08—1938.08 - 段天爵 1938.09—1939.08 | - 谢汝镇 1939.09—1941.10 - 汪启疆 1941.10—1943.02 - 周德之 1943.02—1944.02 - 许淳士 1944.02—1945.02 - 罗家柱 1945.02—1946.08 - 姚子素 1946.08—1947.07 - 汪嵩祝 1947.08—1948.02 - 查宗晃 1948.02—1949.02 - 周晓天 1949.03—1949.04 - 罗静 1949.04—1950.01 | - 刘林 1950.08—1953.03 - 杨专诚 1953.03—1962.08 - 张桂生 1964.08—1970.11 - 王勉之 1970.11—1972.10 - 汤复波 1972.10—1974.11 - 潘政辉 1976.11—1979.04 - 汪文龙 1982.04—1984.09 - 江达灼 1984.09—1990.10 - 刘蔚荻 1990.10—2001.07 - 胡建生 2003.06—2013.10 - 李顺宝 2013.10-至今 |
| | | |

## 知名校友
- 程良骏 中国科学院院士
- 许根俊 中国科学院院士
- 洪德元 中国科学院院士